# José de San Martín
José Francisco de San Martín Matorras, còn gọi là José de San Martín (phát âm: Hô-xê Phơ-ran-xi-xcô đê Xan Mác-tin Ma-toóc-rát) (25 tháng 2 năm 1778 – 17 tháng 8 năm 1850), là một viên thống soái người Argentina. Ông là vị lãnh tụ hàng đầu của cuộc đấu tranh giành độc lập thắng lợi ở phía nam vùng Nam Mỹ, chống lại ách thống trị của đế quốc Tây Ban Nha.
Ông sinh vào ngày 25 tháng 2 năm 1778 tại Yapeyú, Corrientes, Argentina. Khi mới bảy tuổi, ông rời khỏi mẫu quốc và học trong một ngôi trường quý tộc ở Madrid - kinh đô Tây Ban Nha. Tại đây, ông kết bạn với Bernardo O'Higgins - sau này là lãnh tụ phong trào kháng chiến tại Chile.
Ông đã chiến đấu cho Quân đội Tây Ban Nha trong cuộc chiến tranh bán đảo Iberia (1807 - 1814) chống quân xâm lược Pháp. Sau khi tham gia trong một số trận chiến, chẳng hạn như chiến thắng vang dội trước quân xâm lược Pháp tại Bailén, San Martín bắt đầu tiếp xúc với những người ủng hộ nền độc lập của Nam Mỹ thuộc Tây Ban Nha.
Vào năm 1812, từ nước Anh ông căng buồm đến Buenos Aires, và tham gia trong lực lượng kháng chiến "các tỉnh thống nhất ở vùng Nam Mỹ (ngày nay là Argentina).
Trong cuộc chiến tranh giành độc lập ở Nam Mỹ, ông là trở thành lãnh tụ của nghĩa quân chống lại ách đô hộ của thực dân Tây Ban Nha. Với tài nghệ thống soái của ông, nghĩa quân giành chiến thắng vang dội tại trận giao tranh trên đỉnh núi Chacabuco. Sau đó, ông còn tham chiến trong hàng loạt chiến dịch quân sự để quét sạch bóng quân Tây Ban Nha khỏi vùng đất Nam Mỹ.
Cùng với Simón Bolívar, San Martín được xem là một trong những nhà giải phóng của vùng Nam Mỹ thoát khỏi ách đô hộ của thực dân Tây Ban Nha. Ngày nay, ông được xem là một anh hùng dân tộc, đồng thời là vị thống soái vinh quang hơn cả tại Argentina. Để tưởng nhớ ông, chính phủ Argentina đã lập ra Huy chương Tướng San Martín Người giải phóng (tiếng Tây Ban Nha: Orden del Libertador San Martín) - huy chương cao quý nhất tại đất nước này.

## Thời niên thiếu
José de San Martín sinh vào ngày 25 tháng 12 năm 1778 tại Yapeyú, một ngôi làng nhỏ ở tỉnh Corrientes, phía Đông Bắc Argentina. Ông là con thứ năm (đồng thời là con út) của một người Tây Ban Nha tên là Juan de San Martín y Gómez (sinh tại Cervatos de la Cueza vào ngày 12 tháng 2 năm 1728) và người vợ Gregoria Matorras.
Kể từ năm 1774, cha của ông trở thành một viên thượng úy dưới quyền của quan Tổng đốc Tây Ban Nha, đóng quân tại dòng sông Bạc (river Plate). Vào năm 1781, gia đình ông dời đến Buenos Aires.
Vào năm 1785, thân phụ San Martín dời đến Tây Ban Nha. Khi đó, San Martín tám tuổi, ông theo cha sang Madrid và theo học môn văn học quý tộc Tây Ban Nha, trong trường "Real Seminario de Nobles". Vào năm 1789, ông gia nhập quân đội Tây Ban Nha và phục vụ trong các đơn vị bộ binh và kỵ binh.
Ông từng tham gia các trận đánh trên đất liền và trên biển trong quân đội Tây Ban Nha, ông từng giao chiến với quân Hồi giáo Moors, quân Pháp và cả quân Anh nữa. Trong chiến đấu, San Martín luôn tỏ ra là một sĩ quan ưu tú, luôn đúc rút được nhiều kinh nghiệm chiến trận.
Cũng trong thời gian này, ông bắt đầu cảm thấy thất vọng đối với nền quân chủ Tây Ban Nha, nên đã bí mật tham gia một tổ chức mang tên là "Băng nhóm Lautaro", mục đích, tôn chỉ của nhóm này là giải phóng thuộc địa Nam Mỹ khỏi ách đô hộ của thực dân Tây Ban Nha. Trong nhóm này, ông trở thành một "sư đệ" của Bernardo O'Higgins.

## Trong cuộc chiến giành độc lập ở Nam Mỹ
Vào tháng 3 năm 1812, José de San Martín trở về Argentina và nhận nhiệm vụ xây dựng và huấn luyện quân khởi nghĩa. Sau thời gian huấn luyện, nghĩa quân Argentina đã tiến lên trên đà phát triển.
Vào ngày 03 tháng 2 năm 1813, ông chỉ huy một trung đoàn kỵ binh của quân khởi nghĩa tổ chức một cuộc phục kích quân Tây Ban Nha ở làng San Laverenso, phía bắc thành phố Rosario và dành thắng lợi đầu tiên. Trong hai năm 1813 và 1814, San Martín tiếp tục chỉ huy cánh quân phía Bắc tác chiến ở miền bắc Argentina cho đến khi bệnh tật buộc ông phải từ bỏ các hoạt động quân sự.
Tháng 3 năm 1814, San Martín gửi thư cho Ủy ban chấp chính Argentina và nêu rõ tư tưởng chiến lược của cuộc khởi nghĩa là thông qua Chile tấn công vào Peru qua đó triệt để giải phóng Nam Mỹ. Chiến lược này được chấp nhận và đến tháng 8 năm này, ông được cử làm tỉnh trưởng tỉnh Coyork, là nơi tiếp giáp với Chile, từ đó, San Martín bắt tay vào tổ chức và xây dựng lực lượng quân đội chính quy.
Trải quan hơn hai năm dày công khó nhọc, dựa vào kiến thức lý luận và thực tiễn đã được tiếp thu khi còn ở Tây Ban Nha và nhận được sự hỗ trợ về mặt đất đai rộng lớn trong khu vực này, tận dụng lợi thế của nông nghiệp ở đây và giúp đỡ quân đội Chile, San Martín đã thành lập được một đội quân chính quy tinh nhuệ có tên là "Nghĩa quân Andes" do chính ông trực tiếp nắm giữ chức Tổng tư lệnh. Quân số của đội quân này khoảng 4.000 người trong đó có 3.000 bộ binh, 700 kỵ binh, còn lại là pháo binh một số nhân viên cần vụ.

### Trận Chacabuco

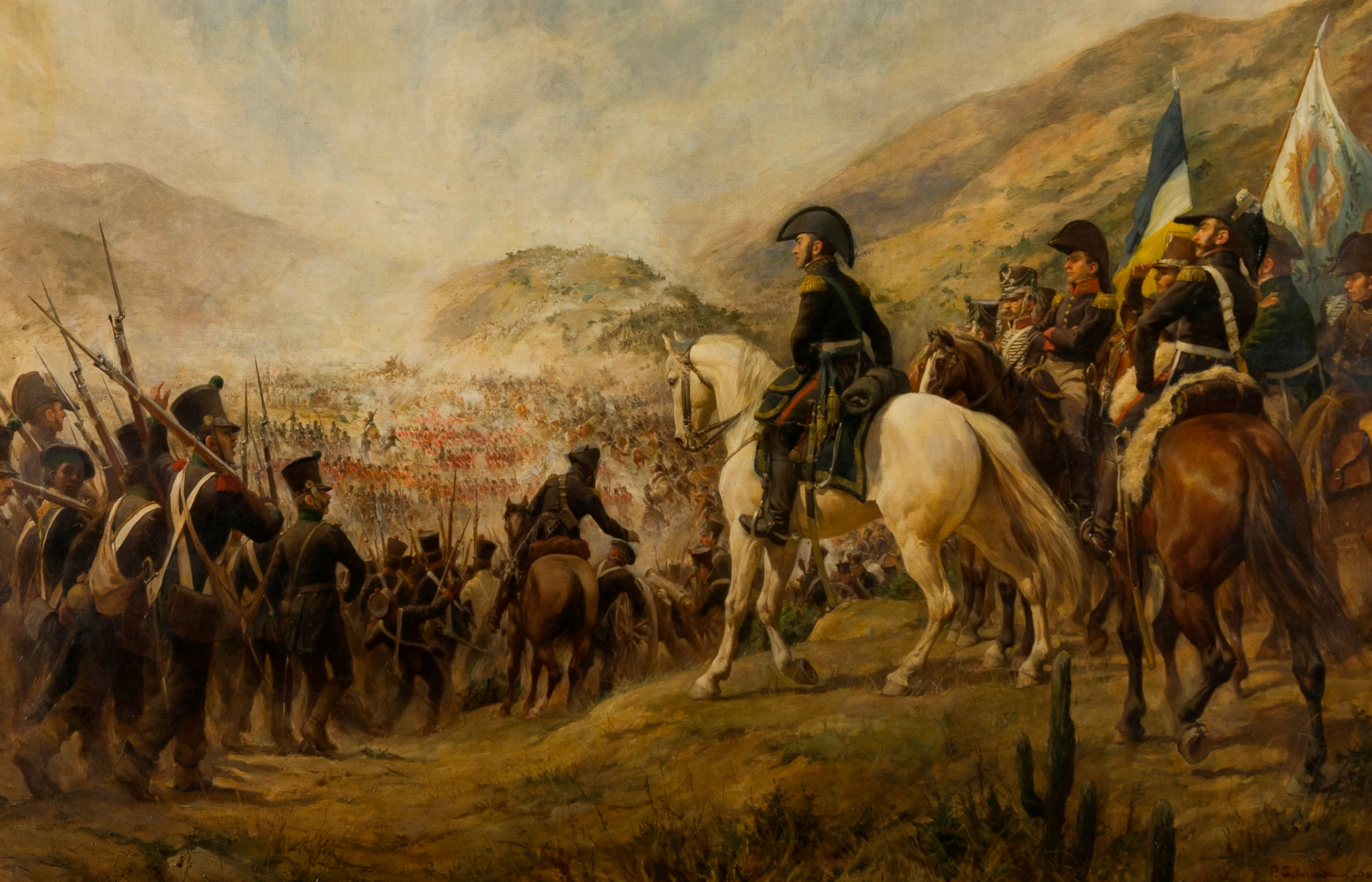
Trận chiến tại Chacabuco, 1817.

Sau khi thương lượng với lãnh tụ của phong trào kháng chiến tại Chilê là Bernardo O'Higgins, lãnh tụ José de San Martín đã vạch ra kế hoạch tác chiến, chia nghĩa quân làm 4 đạo vượt qua núi Andes bất ngờ tấn công quân xâm lược Tây Ban Nha.
Vào tháng 2 năm 1817, San Martín bắt đầu chỉ huy đội quân viễn chinh không tưởng, vượt qua núi Andes với độ cao hơn 5.000m so với mực nước biển, bất ngờ xuất hiện trên lãnh thổ Chile. Cuộc vượt núi Andes anh dũng của ông từng được so sánh với cuộc vượt núi Anpơ của danh tướng Hannibal và Hoàng đế Napoléon Bonaparte. Quân Tây Ban Nha vô cùng bất ngờ và phải chấp nhận giao tranh trên đỉnh núi Chacabuco và cuối cùng phải chịu thất bại nặng nề. Quân khởi nghĩa đã giết sạch 500 quân Tây Ban Nha, bắt được 600 tù binh và chiếm lĩnh được tất cả các cờ hiệu, và hai lá quân kỳ của quân Tây Ban Nha. Tuy nhiên, quân khởi nghĩa cũng phải hy sinh 12 quân.
Trận chiến Chacabuco có ý nghĩa quan trọng về mặt quân sự và chính trị, là một thảm họa đối với chế độ thực dân Tây Ban Nha. Chiến thắng này giải tỏa được mối đe dọa của thế lực thực dân Tây Ban Nha trước nền độc lập của Argentina. Bắt buộc quân Tây Ban Nha phải co cụm về tuyến phòng thủ ở Peru chính vì vậy, trung tâm của cuộc chiến tranh giành độc lập ở Nam Mỹ chuyển dịch về phía bờ biển Thái Bình Dương.
Quan Tổng đốc xứ Peru là Pesuera nhận định rằng trận đánh đó đánh dấu sự mở đầu của quá trình sụp đổ của Đế quốc Tây Ban Nha ở Nam Mỹ và quyền lực của thực dân Tây Ban Nha lung lay đến tận gốc rễ.

### Các chiến dịch tiếp theo

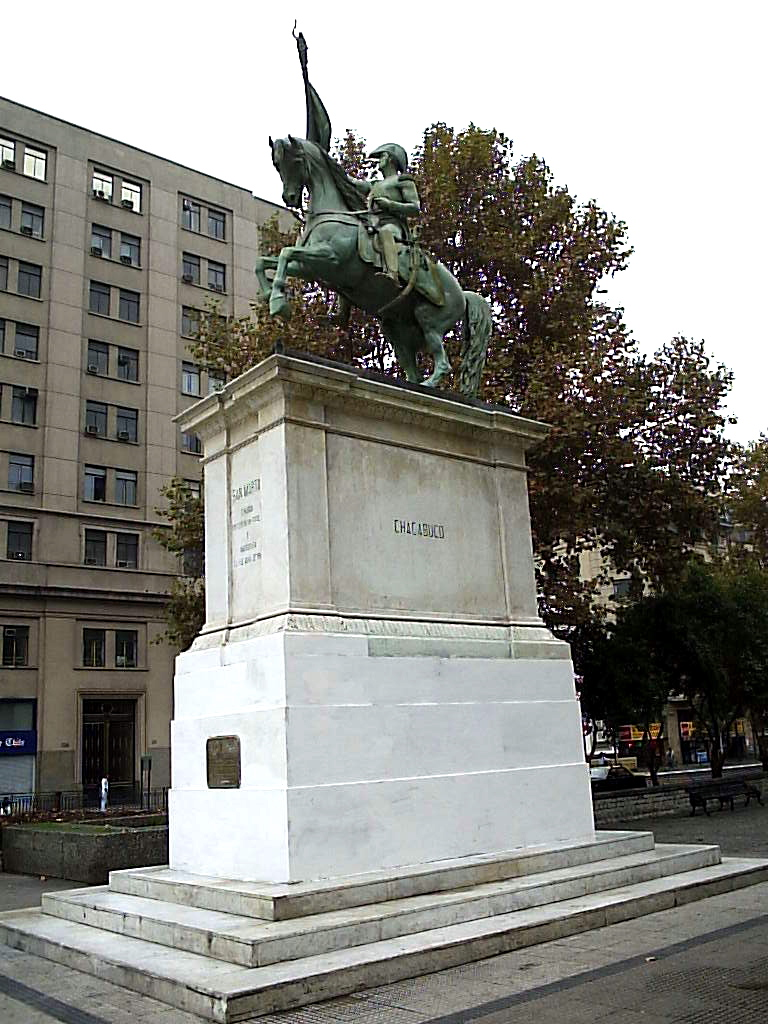
Tượng José de San Martín tại Santiago de Chile.

Sau chiến thắng vang dội tại Chacabuco, Nghĩa quân Andes tiếp tục phát huy thắng lợi, tổ chức tấn công thành phố Sandiago, bắt sống quan Tổng đốc Tây Ban Nha là Valdivia. Vào ngày 14 tháng 2 năm 1817, San Martín dẫn đầu đoàn quân khải hoàn tiến vào thành phố và được nhân dân Chile nhiệt liệt đón chào. Ông từ chối chức vụ cao nhất ở Chilê và đề cử O'Higgins đảm nhiệm chức vụ này.
Sau nhiều khó khăn, thách thức, vào ngày 5 tháng 4 năm 1818, liên quân Argentina và Chile lại lâm chiến với thực dân Tây Ban Nha trong trận đánh quyết định tại Maipó. Quân Tây Ban Nha một lần nữa thất bại, nhờ đó củng cố thêm quyền kiểm sát của quân khởi nghĩa đối với Chilê. Tài năng chiến thuật xuất sắc của José de San Martín một lần nữa lại được thể hiện qua chiến thắng tại Maipó. Cũng giống như Epaminondas, ông chỉ đại thắng trong hai trận chiến lớn, và trong cả hai trận thắng này ông đều thực hiện chiến thuật "đánh dọc sườn" (oblique movement) của vị danh tướng Hy Lạp cổ đại này. Đại thắng tại Maipó là một đòn giáng chí tử vào nhuệ khí của thực dân Tây Ban Nha tại nhiều nơi ở châu Mỹ.

### Các chiến dịch ở Peru
Kế hoạch tác chiến tiếp theo đó của José de San Martín là tấn công Peru từ đường biển. Để thực hiện kế hoạch này, San Martín đã tuyển mộ một số chuyên gia thông thạo về hải quân như: Thomas Cochrane, Huân tước Anh, nguyên là sĩ quan Hải quân Hoàng gia Anh Quốc để giúp đỡ cho ông tổ chức hạm đội Hải quân.
Tháng 8 năm 1820, San Martín chỉ huy quân viễn chinh xuất phát từ hải cảng Valparaiso tiến lên phía Bắc, vượt qua 1.500 hải lý trong vòng 18 ngày. Ngày 07 tháng 9 năm 1820, San Martín đã đến vịnh Paracat. Sau khi đổ bộ thành công, ông chia quân làm hai cánh. Một cánh do Alvarez de Arenales chỉ huy tiến theo đường bộ đánh chiếm thành phố Pasco vào thượng tuần tháng 12, cắt đứt mối liên hệ giữa Lima và nội địa.

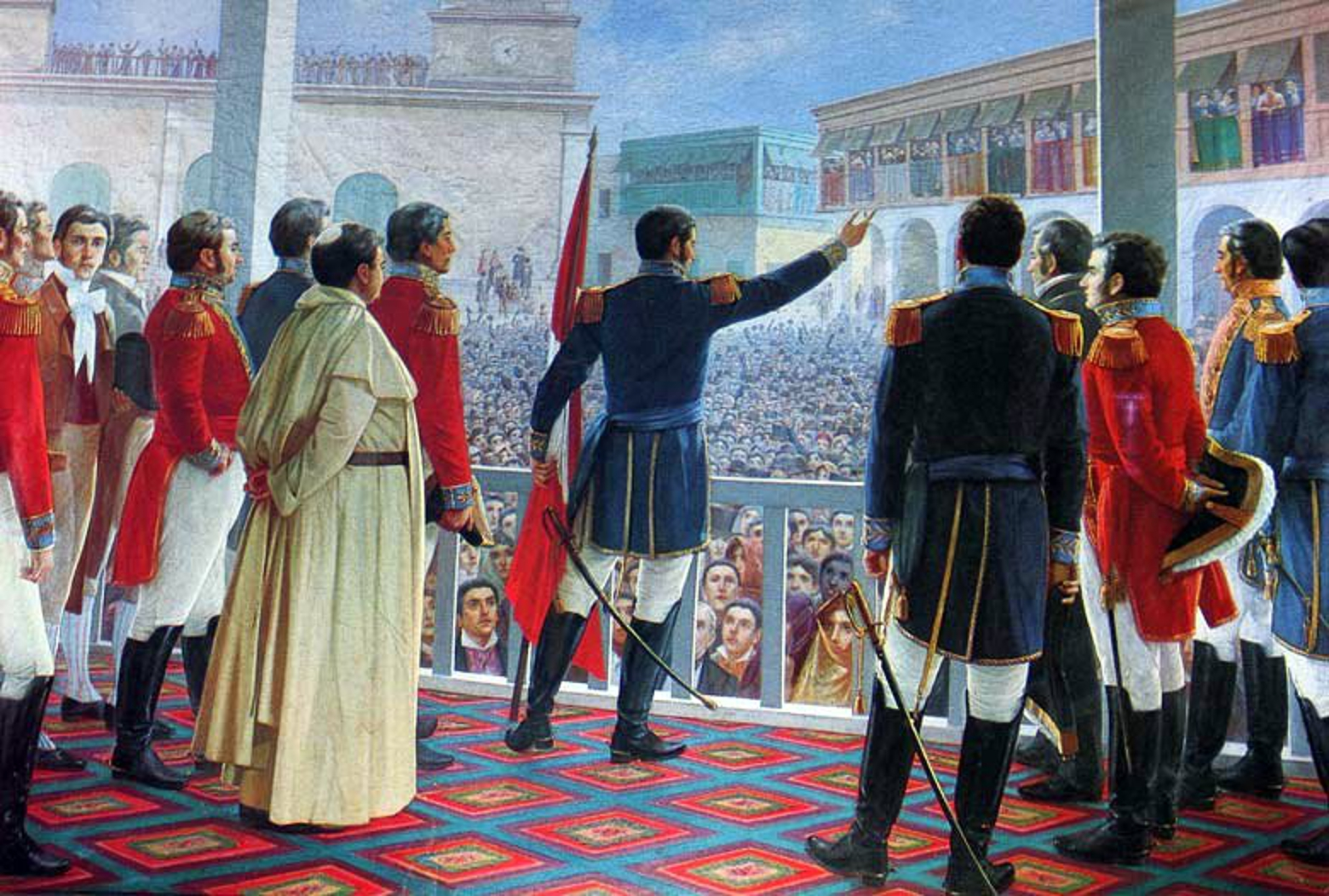
José de San Martín tuyên bố nước Peru độc lập tại thủ đô Lima, Peru, vào ngày 28 tháng 7 năm 1821.

Cánh quân thứ hai do đích thân San Martín chỉ huy quân chủ lực tiếp tục tiến lên phía bắc theo đường ven biển và đổ bộ vào đất liền tại cảng Ancom, cách Lima 36 km về hướng Bắc, sau đó giải phóng một vùng đất rộng lớn ở phái Bắc Peru. Lo sợ trước sự tấn công mạnh mẽ của nghĩa quân, quan Tổng đốc Tây Ban Nha Laserna dẫn tàn quân bỏ thành trốn chạy.
Vào ngày 12 tháng 7 năm 1820, San Martín tiếp quản thành phố Lima. Ngày 28 tháng 7 năm đó, Peru tuyên bố độc lập khỏi Tây Ban Nha và thành lập chính phủ mới, San Martín được phong là Hộ quốc công, nắm quyền chỉ huy tối cao về quân sự và hành chính. Cùng năm, ông thiết lập Thư viện Quốc gia Peru. Hộ quốc công đã gửi bộ sưu tập sách của ông vào thư viện này. Sau cuộc họp của Quốc hội Peru, ông từ chức.

### Hội đàm với Bolivar
Sau một thời gian hoạt động tại Peru, tháng 7 năm 1822, José de San Martín đến Quayaquyn để hội đàm với Simon Bolivar - Người được mệnh danh là người giải phóng khu vực miền bắc Nam Mỹ" về nội dung là những cuộc tấn công cuối cùng vào quân Tây Ban Nha ở Nam Mỹ và việc bố trí, sắp xếp sau khi kết thúc chiến tranh. Trong vòng hai ngày hai vị tướng quân đã tiến hành ba buổi bí mật hội đàm nhưng không hề để lại bất cứ một biên bản nào. Sau hai ngày hội đàm, San Martín rời khỏi Quayaquyn, phó thác lại sứ mệnh tấn công Tây Ban Nha cũng như bố trí về mặt chính trị cho Bolivar thực hiện.

## Thoái ẩn và qua đời

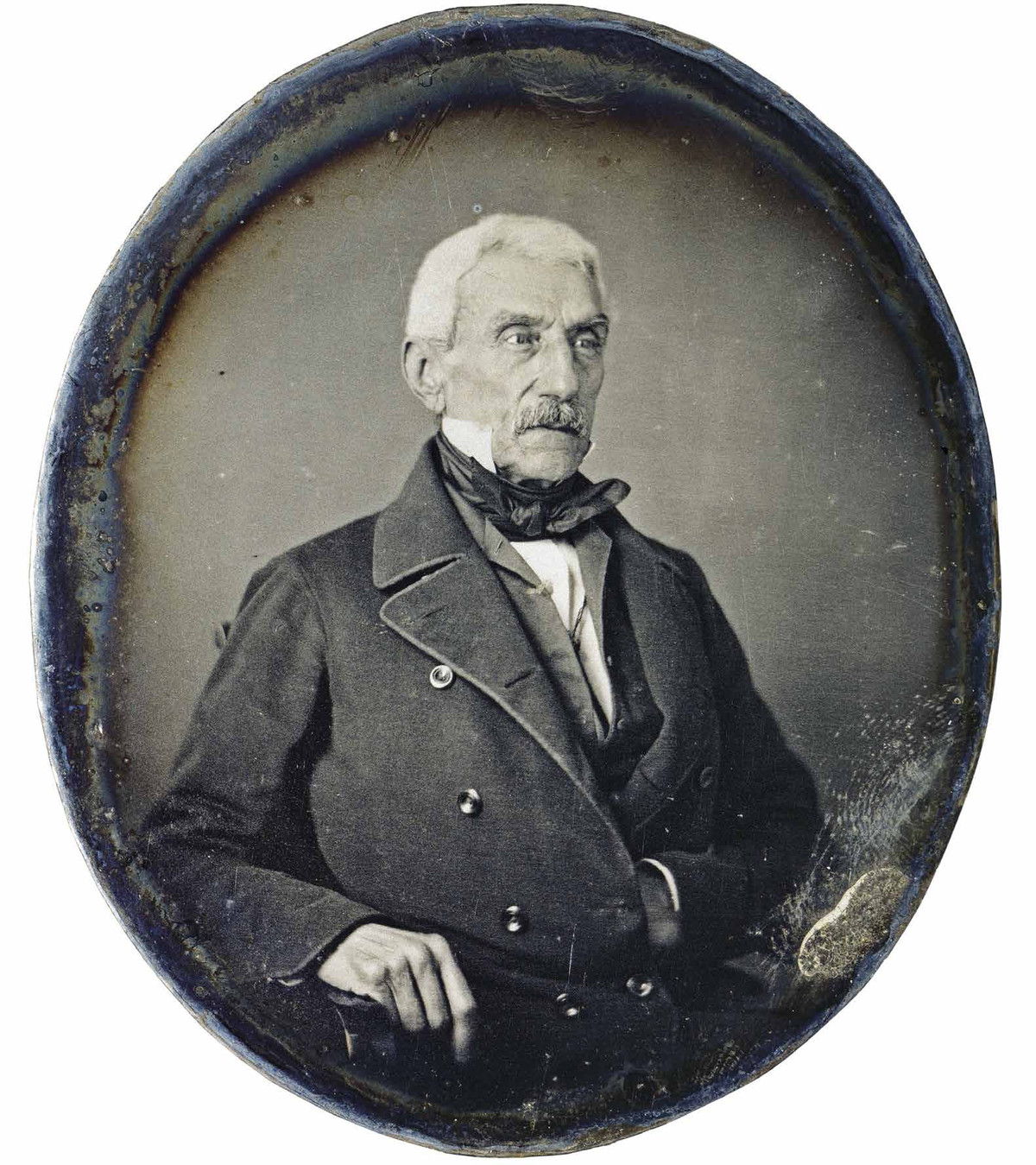
Tướng San Martín tại Paris, 1848

Sau khi rời khỏi Quayaquyn, nguyên Hộ Quốc công San Martín còn lần lượt dừng lại một thời gian ngắn ở Peru và Chile. Sau khi vợ của ông qua đời không lâu, San Martín đem cả gia đình lên sống ở thủ đô Buenos Aires. Đầu năm 1824, ông cùng với con gái lên tàu sang Pháp và sống tiếp quảng đời còn lại ở đó. Ông thường sống tại Paris và Brussels, được tất cả những người biết về ông rất ngưỡng mộ. Tuy nhiên trong thời gian này và sau đó, ông vẫn thường xuyên quan tâm và theo dõi sát sao tình hình châu Mỹ, kiên quyết phản đối hai nước Pháp và Đế quốc Anh can thiệp vào chủ quyền của Argentina.
Vào ngày 17 tháng 8 năm 1850, sau khi rời khỏi Tổ quốc Argentina được 28 năm, José de San Martín đã qua đời tại thành phố Boulogne nằm trên bờ biển nước Pháp. Năm đó, ông đã 72 tuổi.

## Vinh danh

### Bài ca Tướng quân San Martín Nhà giải phóng
- Nhạc: Arturo Luzzat
- Lời: Segundo M. Argarañaz

Yerga el Ande su cumbre más alta,
Dé la mar el metal de su voz,
y entre cielos y nieves eternas
se alce el trono del Libertador.
Suenen claras trompetas de gloria
y levanten un himno triunfal,
que la luz de la historia agiganta
la figura del Gran Capitán.
De las tierras del Plata a Mendoza,
de Santiago à la Lima gentil,
fue sembrando en la ruta laureles
a su paso triunfal San Martín.
San Martín, el señor en la guerra,
por secreto designio de Dios,
grande fue cuando el sol lo alumbraba,
y más grande en la puesta del Sol.
¡Padre augusto del pueblo argentino,
héroe magno de la libertad!
A su sombra la Patria se agranda
en virtud, en trabajo y en paz.
¡San Martín! ¡San Martín! Que tu nombre,
honra y prez de los pueblos del Sur,
asegure por siempre los rumbos
de la Patria que alumbra tu luz.
Tạm dịch:
Từ đỉnh núi cao Andes,
Đến đại dương rộng bao la,
Và giữa trời cùng gió tuyết vĩnh cửu,
Tiếng hát của tự do đã cất lên.
Tiếng vang chiến thắng rộn rã,
Ngân vang khúc hát khải hoàn,
Hãy để lịch sử sáng soi,
Những kỳ công con người vĩ đại.
Từ dòng sông Bạc đến vùng Mendoza,
Từ Santiago đến Lima Gentile,
Đều tô thắm con đường vinh quang,
Con đường thắng lợi của San Martín!!
Hỡi San Martín! Người dẫn đường tranh đấu,
Những niềm tin của Thiên Chúa,
Được nhân lên khi đón ánh bình minh,
Lung linh hơn dưới ánh chiều tà.
Tháng tám Cha của người Argentina,
Người anh hùng vĩ đại của tự do!
Mỗi đêm chúng ta hằng tưởng nhớ,
Dù cho bận bịu hay phút giây thảnh thơi.
San Martín! San Martín! Tiếng lòng chúng ta,
Danh dự và vinh quang của nhân dân Nam Mỹ,
Mãi mãi ở trong lòng mỗi con người,
Mỗi nẽo đường tươi sáng trên đất nước tự do.

### Argentina ngày nay
Hiện tại ở Argentina, ngày 17 tháng 8 hàng năm được quy định là ngày nghỉ Lễ hàng năm để kỷ niệm ngày mất của ông.
Ở Argentina, ông cũng được xem như một người "Cha già Dân tộc" và cũng là người giúp các nước Nam Mỹ giành độc lập từ tay Tây Ban Nha. Argentina hiện vẫn lấy chủ nhật thứ ba của tháng sáu là Ngày của Cha (tức José de San Martín), mặc dù Hạ viện nước này đã thông qua dự luật chuyển sang ngày 24 tháng 8 - ngày José de San Martín. Trong khi chờ Thượng viện ra quyết định cuối cùng, các trường học ở tỉnh Mendoza kỷ niệm Ngày của Cha vào 24 tháng 8 theo đạo luật được thống đốc tỉnh này thông qua năm 1982.
Đài tưởng niệm của ông được đặt tại thủ đô Buennos Aires của Argentina như một biểu tượng của Anh hùng dân tộc Argentina, Chiến sĩ Giải phóng vì nền độc lập của nhân dân các nước Nam Mỹ và biểu tượng sáng ngời về tình đoàn kết Mỹ Latinh. Nhiều đoàn đại biểu cấp cao của các nước (trong đó có cả Việt Nam) khi đến Argentina đều đặt vòng hoa ghi nhớ tại đài tưởng niệm.
Hình ảnh của ông cũng được in trên những đơn vị tiền tệ của Argentina.
Cuộc đời của người anh hùng này cũng là cảm hứng cho nhiều bộ phim, trong đó có bộ phim "El Santo de la Espada" về cuộc đời của người hùng trong cuộc chiến giành độc lập cho Argentina với sự góp mặt của danh ca Mercedes Sosa.

## Đánh giá

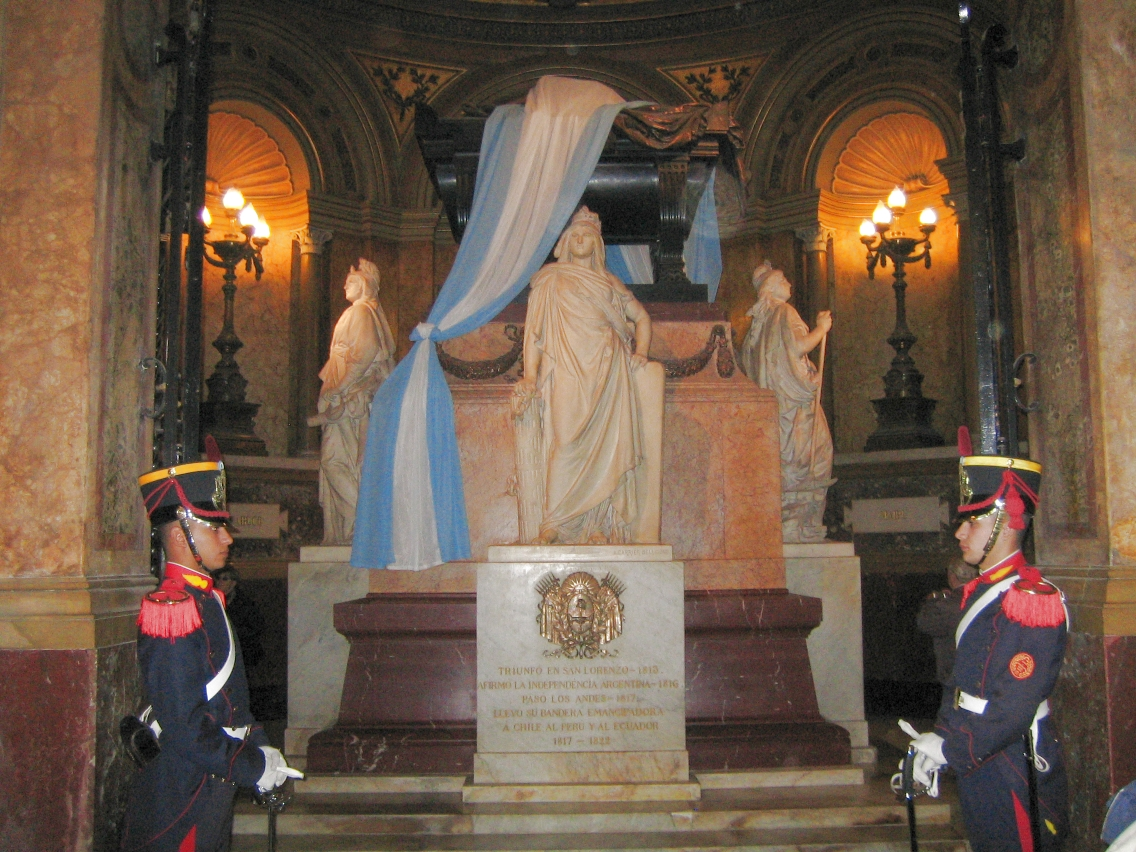
Mộ San Martín tại Đại giáo đường Buenos Aires.

José de San Martín, cùng với George Washington và Simon Bolivar, là ba vị lãnh tụ kiệt xuất của phong trào đấu tranh giành độc lập châu Mỹ. Nếu Washington là vị lãnh tụ tài năng của cuộc Cách mạng ở Bắc Mỹ, thì San Martín và Simon Bolivar là hai nhà giải phóng lớn nhất của vùng đất Nam Mỹ. Là một nhà quân sự và là nhà chiến lược có tầm nhìn xa trông rộng, và luôn vạch ra các kế hoạch cụ thể khi hành động. Ông chính là người chuẩn bị và trực tiếp chi huy cuộc tập kích chiến lược quy mô lớn, hành quân từ Argentina vượt qua dãy núi Andes tiến lên phía bắc tấn công vào Peru, liên tiếp dành hết thắng lợi này đến thắng lợi khác qua đó tạo ra điều kiện cơ bản để đánh đuổi thế lực thực dân Tây Ban Nha ra khỏi Nam Mỹ.
Ông được nhân dân Nam Mỹ mến mộ và được đón chào như một người giải phóng. Ông được phong tặng danh hiệu là Hộ Quốc công. Về mặt chính trị, ông chủ trương đấu tranh độc lập cho Nam Mỹ và ủng hộ việc xây dựng một chế độ quân chủ tiến bộ. Vào năm 1816 tại cuộc họp của Quốc hội Tukuman của Argentina, San Martín đã yêu cầu mạnh mẽ việc đòi độc lập cho Argentina và Quốc hội đã chính thức tuyên bố Argentina tách khỏi Tây Ban Nha để trở thành một nước độc lập. Ông đưa ra quan điểm tìm con cháu đời sau của Hoàng gia Inca từ trước thời Cristoforo Colombo tìm ra châu Mỹ để lập làm vua.
Dưới sự lãnh đạo tài tình của ông cùng với Simon Bolivar, Francisco de Miranda, và Miguel Hidalgo y Costilla thì đến năm 1822, tất cả khu vực nói tiếng Tây Ban Nha và Bồ Đào Nha ở châu Mỹ từ Argentina và Chile ở miền Nam tới México ở miền Bắc đều đã giành được độc lập.
Ông cũng được nhà nghiên cứu quân sự người Mỹ là Michael Lee Lanning xếp vào top 100 nhân vật quân sự có ảnh hưởng nhất trong lịch sử, (xếp ở vị trí thứ 52) trong cuốn "The Military 100: A Ranking of the Most Influential Military Leaders of All Time by LTC Michael Lee Lanning, USA (Ret)".